# 분당대진고등학교
분당대진고등학교(盆唐大眞高等學校)는 대한민국 경기도 성남시 분당구 분당동에 위치한 사립 고등학교이다.

## 학교 연혁
- 1984년 2월 : 학교법인 대진대학교 설립인가
- 1993년 8월 : 분당대진고등학교 설립계획 인가(경기도교육청)
- 1993년 10월 : 분당대진고등학교 기공식
- 1994년 1월 : 분당대진고등학교 인가(경기도교육청, 학년 당 12학급 총 36학급)
- 1994년 3월 : 제1대 교장 유광언 선생 취임
- 1996년 2월 : 제1회 졸업식(114명)
- 2002년 3월 : 평준화 입학생 입학(505명)
- 2002년 9월 : 정보도서관 개관
- 2008년 3월 : 학교독서실(수기재) 개관(353석)
- 2010년 3월 : 교육과학기술부 지정 교과교실제 (C형) 학교 지정
- 2010년 3월 : 학교 직영 급식소 준공식
- 2010년 9월 : 교육과학기술부 지정 고교 교육력 제고 시범학교
- 2010년 9월 : 경기도 교육청 지정 자율학교
- 2013년 6월 : 학교숲 조성
- 2023년 1월 : 제28회 졸업식(282명)
- 2024년 3월 : 제10대 교장 이충환 선생 취임

## 참고 자료
- 분당대진고등학교 - 한국교육학술정보원 학교알리미